# Општина Малиналтепек (Гереро)
Малиналтепек (шп. Malinaltepec) општина је у Мексику у савезној држави Гереро. Општина се налази на надморској висини од 1502 м.

## Становништво
Према подацима из 2010. у општини је живело 29599 становника.

### Хронологија
| Година       | 2000                  | 2005                  | 2010                  |
| ------------ | --------------------- | --------------------- | --------------------- |
| Становништво | 34925 (17190 / 17735) | 26613 (12898 / 13715) | 29599 (14110 / 15489) |

### Попис
| \| \| м \| \| \| ж \| \| 0—2 \| 1.127 \| \| \| 1.141 \| \| 3—5 \| 1.359 \| \| \| 1.320 \| \| 6—11 \| 2.860 \| \| \| 2.889 \| \| 12—14 \| 1.360 \| \| \| 1.328 \| \| 15—17 \| 1.134 \| \| \| 1.051 \| \| 18—24 \| 1.387 \| \| \| 1.735 \| \| 60+ \| 1.177 \| \| \| 1.382 \| \| Просек : \| 22,8 \| \| \| 24,5 \| |       |  |  |       |
| |       |  |  |       |
| | м     |  |  | ж     |
| 0—2 | 1.127 |  |  | 1.141 |
| 3—5 | 1.359 |  |  | 1.320 |
| 6—11 | 2.860 |  |  | 2.889 |
| 12—14 | 1.360 |  |  | 1.328 |
| 15—17 | 1.134 |  |  | 1.051 |
| 18—24 | 1.387 |  |  | 1.735 |
| 60+ | 1.177 |  |  | 1.382 |
| Просек : | 22,8  |  |  | 24,5  |

| #   | Индикатор                                                                                        | Вредност |
| --- | ------------------------------------------------------------------------------------------------ | -------- |
| 1   | Становништво од 0 до 2 године                                                                    | 2268     |
| 2   | Мушко становништво од 0 до 2 године                                                              | 1127     |
| 3   | Женско становништво од 0 до 2 године                                                             | 1141     |
| 4   | Становништво са 3 и више година                                                                  | 27298    |
| 5   | Мушко становништво са 3 и више година                                                            | 12965    |
| 6   | Женско становништво са 3 и више година                                                           | 14333    |
| 7   | Становништво са 5 и више година                                                                  | 25555    |
| 8   | Мушко становништво са 5 и више година                                                            | 12066    |
| 9   | Женско становништво са 5 и више година                                                           | 13489    |
| 10  | Становништво са 12 и више година                                                                 | 18870    |
| 11  | Мушко становништво са 12 и више година                                                           | 8746     |
| 12  | Женско становништво са 12 и више година                                                          | 10124    |
| 13  | Становништво са 15 и више година                                                                 | 16182    |
| 14  | Мушко становништво са 15 и више година                                                           | 7386     |
| 15  | Женско становништво са 15 и више година                                                          | 8796     |
| 16  | Становништво са 18 и више година                                                                 | 13997    |
| 17  | Мушко становништво са 18 и више година                                                           | 6252     |
| 18  | Женско становништво са 18 и више година                                                          | 7745     |
| 19  | Становништво од 3 до 5 година                                                                    | 2679     |
| 20  | Мушко становништво од 3 до 5 година                                                              | 1359     |
| 21  | Женско становништво од 3 до 5 година                                                             | 1320     |
| 22  | Становништво од 6 до 11 година                                                                   | 5749     |
| 23  | Мушко становништво од 6 до 11 година                                                             | 2860     |
| 24  | Женско становништво од 6 до 11 година                                                            | 2889     |
| 25  | Становништво од 8 до 14 година                                                                   | 6538     |
| 26  | Мушко становништво од 8 до 14 година                                                             | 3251     |
| 27  | Женско становништво од 8 до 14 година                                                            | 3287     |
| 28  | Становништво од 12 до 14 година                                                                  | 2688     |
| 29  | Мушко становништво од 12 до 14 година                                                            | 1360     |
| 30  | Женско становништво од 12 до 14 година                                                           | 1328     |
| 31  | Становништво од 15 до 17 година                                                                  | 2185     |
| 32  | Мушко становништво од 15 до 17 година                                                            | 1134     |
| 33  | Женско становништво од 15 до 17 година                                                           | 1051     |
| 34  | Становништво од 18 до 24 године                                                                  | 3122     |
| 35  | Мушко становништво од 18 до 24 године                                                            | 1387     |
| 36  | Женско становништво од 18 до 24 године                                                           | 1735     |
| 37  | Женско становништво од 15 до 49 година                                                           | 6532     |
| 38  | Становништво са 60 и више година                                                                 | 2559     |
| 39  | Мушко становништво са 60 и више година                                                           | 1177     |
| 40  | Женско становништво са 60 и више година                                                          | 1382     |
| 41  | Однос између мушкараца и жена                                                                    | 91.1     |
| 42  | Становништво од нуле до 14 година                                                                | 13384    |
| 43  | Становништво од 15 до 64 године                                                                  | 14260    |
| 44  | Становништво од 65 година и више                                                                 | 1922     |
| 45  | Просечан број деце                                                                               | 3.63     |
| 46  | Становништво рођено у ентитету                                                                   | 29294    |
| 47  | Мушко становништво рођено у ентитету                                                             | 13983    |
| 48  | Женско становништво рођено у ентитету                                                            | 15311    |
| 49  | Становништво рођено у другом ентитету                                                            | 221      |
| 50  | Мушко становништво рођено у другом ентитету                                                      | 84       |
| 51  | Женско становништво рођено у другом ентитету                                                     | 137      |
| 52  | Становништво од 5 година и више резидентно у ентитету у јуну 2005. године                        | 25238    |
| 53  | Мушко становништво старосног доба од 5 година и више, резидентно у ентитету у јуну 2005. године  | 11900    |
| 54  | Женско становништво старосног доба од 5 и више година, резидентно у ентитету у јуну 2005. године | 13338    |
| 55  | Становништво од 5 година и више које је живело у другом ентитету у јуну 2005. године             | 183      |
| 56  | Мушко становништво старије од 5 година које је живело у другом ентитету у јуну 2005. године      | 85       |
| 57  | Женско становништво старије од 5 година које је живело у другом ентитету у јуну 2005. године     | 98       |
| 58  | Становништво од 3 године и више које говори аутохтони језик                                      | 25000    |
| 59  | Мушко становништво старо 3 године и више које говори аутохтони језик                             | 11903    |
| 60  | Женско становништво старо 3 године и више које говори аутохтони језик                            | 13097    |
| 61  | Становништво од 3 године и више које говори аутохтони језик и не говори шпански језик            | 5804     |
| 62  | Мушко становништво старо 3 године и више које говори аутохтони језик и не говори шпански         | 2309     |
| 63  | Женско становништво старо 3 године и више које говори аутохтони језик и не говори шпански језик  | 3495     |
| 64  | Становништво старо 3 године и више које говори аутохтони језик и шпански                         | 18971    |
| 65  | Мушко становништво старо 3 године и више које говори аутохтони језик и шпански                   | 9492     |
| 66  | Женско становништво старо 3 године и више које говори аутохтони језик и шпански                  | 9479     |
| 67  | Становништво од 5 година и више које говори аутохтони језик                                      | 23566    |
| 68  | Становништво од 5 година и више које говори аутохтони језик и не говори шпански језик            | 5056     |
| 69  | Становништво од 5 година и више које говори аутохтони језик и говори шпански језик               | 18305    |
| 70  | Становништво у домородачким домаћинствима                                                        | 28782    |
| 71  | Становништво са ограничењима у активностима                                                      | 1083     |
| 72  | Становништво са ограниченим ходањем или кретањем, горе или доле                                  | 585      |
| 73  | Становници са ограничењима вида, чак и уз кориштење сочива                                       | 231      |
| 74  | Становништво са ограничењима говора, комуникације или конверзације                               | 100      |
| 75  | Становништво са ограниченим слухом                                                               | 109      |
| 76  | Становништво са ограничењима при одевању, купању или јелу                                        | 33       |
| 77  | Становништво са ограничењима у опажању или учењу једноставних ствари                             | 13       |
| 78  | Становништво са менталним ограничењима                                                           | 78       |
| 79  | Становништво без ограничења активности                                                           | 28155    |
| 80  | Становништво од 3 до 5 година које не похађа школу                                               | 836      |
| 81  | Мушко становништво од 3 до 5 година које не похађа школу                                         | 422      |
| 82  | Женско становништво од 3 до 5 година које не похађа школу                                        | 414      |
| 83  | Становништво од 6 до 11 година које не похађа школу                                              | 121      |
| 84  | Мушко становништво од 6 до 11 година које не похађа школу                                        | 58       |
| 85  | Женско становништво од 6 до 11 година које не похађа школу                                       | 63       |
| 86  | Становништво од 12 до 14 година које не похађа школу                                             | 110      |
| 87  | Мушко становништво од 12 до 14 година које не похађа школу                                       | 50       |
| 88  | Женско становништво од 12 до 14 година које не похађа школу                                      | 60       |
| 89  | Становништво од 15 до 17 година похађа школу                                                     | 1684     |
| 90  | Мушко становништво од 15 до 17 година похађа школу                                               | 889      |
| 91  | Женско становништво између 15 и 17 година живота у школи                                         | 795      |
| 92  | Становништво од 18 до 24 године похађа школу                                                     | 846      |
| 93  | Мушко становништво од 18 до 24 године похађа школу                                               | 393      |
| 94  | Женско становништво од 18 до 24 године похађа школу                                              | 453      |
| 95  | Становништво од 8 до 14 година које не може да чита и пише                                       | 655      |
| 96  | Мушко становништво старосног доба од 8 до 14 година које не може да чита и пише                  | 353      |
| 97  | Женско становништво старосног доби од 8 до 14 година које не може да чита и пише                 | 302      |
| 98  | Становништво од 15 година и више које је неписмено                                               | 3860     |
| 99  | Мушко становништво од 15 година и више које је неписмено                                         | 1149     |
| 100 | Женско становништво од 15 година и више које је неписмено                                        | 2711     |
| 101 | Становништво старо 15 и више година без школовања                                                | 3253     |
| 102 | Мушко становништво старо 15 и више година без школовања                                          | 908      |
| 103 | Женско становништво старо 15 и више година без школовања                                         | 2345     |
| 104 | Становништво старосног доба 15 и више година са непотпуним основним образовањем                  | 2739     |
| 105 | Мушко становништво старосног доба од 15 година и више са непотпуном основним образовањем         | 1311     |
| 106 | Женско становништво старосног доба 15 и више година са непотпуном основним образовањем           | 1428     |
| 107 | Становништво старо 15 и више година са комплетним основним образовањем                           | 2569     |
| 108 | Мушко становништво старо 15 година и више са комплетним основним образовањем                     | 1304     |
| 109 | Женско становништво старо 15 и више година са комплетним основним образовањем                    | 1265     |
| 110 | Становништво старосног доба 15 и више година са непотпуним средњим образовањем                   | 1451     |
| 111 | Мушко становништво старосног доба од 15 година и више са непотпуним средњим образовањем          | 751      |
| 112 | Женско становништво старосног доба од 15 година и више са непотпуним средњим образовањем         | 700      |
| 113 | Становништво старо 15 и више година са пуним секундарном образовањем                             | 2698     |
| 114 | Мушко становништво старосног доба од 15 година и више са пуним секундарном образовањем           | 1393     |
| 115 | Женско становништво старосног доба од 15 година и више са пуним секундарном образовањем          | 1305     |
| 116 | Становништво старије од 18 година са постосновним образовањем                                    | 2910     |
| 117 | Мушко становништво старије од 18 година са постосновним образовањем                              | 1439     |
| 118 | Женско становништво старије од 18 година са постосновним образовањем                             | 1471     |
| 119 | Просечна оцена школовања                                                                         | 6.28     |
| 120 | Просечан ниво образовања мушке популације                                                        | 6.93     |
| 121 | Просечан ниво образовања женског становништва                                                    | 5.74     |
| 122 | Економски активно становништво                                                                   | 6137     |
| 123 | Економски активна мушка популација                                                               | 4612     |
| 124 | Економски активна женска популација                                                              | 1525     |
| 125 | Становништво које није економски активно                                                         | 12465    |
| 126 | Мушко становништво које није економски активно                                                   | 3977     |
| 127 | Женско становништво које није економски активно                                                  | 8488     |
| 128 | Запослено становништво                                                                           | 5850     |
| 129 | Запослено мушко становништво                                                                     | 4358     |
| 130 | Запослено женско становништво                                                                    | 1492     |
| 131 | Незапослена популација                                                                           | 287      |
| 132 | Незапослена мушка популација                                                                     | 254      |
| 133 | Незапослена женска популација                                                                    | 33       |
| 134 | Становништво без права на здравствене услуге                                                     | 19345    |
| 135 | Становништво које има право на здравствене услуге                                                | 10062    |
| 136 | Становништво које има право на ИМСС                                                              | 71       |
| 137 | Становништво које има право на социјално осигурање                                               | 926      |
| 138 | Становништво које има право на државно социјално осигурање                                       | 15       |
| 139 | Становништво које има право на опште осигурање или здравствено осигурање за нову генерацију      | 8655     |
| 140 | Становништво које је било једном или није било у браку током 12 година и више                    | 7196     |
| 141 | Венчано или уједињено становништво од 12 година и више                                           | 9544     |
| 142 | Становништво које је било у браку или уједињено 12 година и више                                 | 2050     |
| 143 | Становништво са католичком религијом                                                             | 28817    |
| 144 | Протестанти, еванђелисти и библијски следбеници различити од еванђелиста                         | 549      |
| 145 | Становништво са другим религијама различитим од претходних                                       | 1        |
| 146 | Становништво без религије                                                                        | 25       |
| 147 | Укупно пописаних домаћинства                                                                     | 5719     |
| 148 | Пописна домаћинства на челу са мушкарцима                                                        | 4243     |
| 149 | Пописна домаћинства на челу са женама                                                            | 1476     |
| 150 | Становништво у пописним домаћинствима                                                            | 29564    |
| 151 | Становништво у пописним домаћинствима на челу са мушкарцима                                      | 23849    |
| 152 | Становништво у пописним домаћинствима на челу са женама                                          | 5715     |
| 153 | Укупно домаћинстава                                                                              | 8829     |
| 154 | Укупно насељених домаћинстава                                                                    | 5726     |
| 155 | Укупно приватних кућа                                                                            | 8822     |
| 156 | Насељени приватни домови                                                                         | 5719     |
| 157 | Укупно насељених приватних кућа                                                                  | 5725     |
| 158 | Ненасељене приватне куће                                                                         | 923      |
| 159 | Појединачна домаћинства за привремену употребу                                                   | 2180     |
| 160 | Становници у насељеним приватним кућама                                                          | 29564    |
| 161 | Насељеност станара у приватним становима                                                         | 5.17     |
| 162 | Просечно становника по соби у приватним насељеним домаћинствима                                  | 1.98     |
| 163 | Појединачна домаћинства са подовима од различитих материјала од земље                            | 4183     |
| 164 | Појединачна домаћинства у приземљу                                                               | 1494     |
| 165 | Појединачна домаћинства са једном спаваћом собом                                                 | 2832     |
| 166 | Појединачна домаћинства са две спаваће собе и више                                               | 2818     |
| 167 | Појединачна домаћинства са једним собом                                                          | 565      |
| 168 | Појединачна домаћинства са две собе                                                              | 2140     |
| 169 | Појединачна домаћинства са 3 собе и више                                                         | 2938     |
| 170 | Појединачна домаћинства која имају електрично светло                                             | 4772     |
| 171 | Појединачна домаћинства која немају електрично светло                                            | 878      |
| 172 | Појединачна домаћинства која имају водоводну воду у стамбеном простору                           | 1345     |
| 173 | Појединачна домаћинства која немају водоводну воду у стамбеном простору                          | 4327     |
| 174 | Појединачна домаћинства која имају тоалет                                                        | 2763     |
| 175 | Појединачна домаћинства која имају канализацију                                                  | 1566     |
| 176 | Појединачна домаћинства која немају канализацију                                                 | 4076     |
| 177 | Појединачна домаћинства која имају електрично светло, довод воде из јавне мреже и канализацију   | 385      |
| 178 | Појединачна домаћинства без икаквих услова                                                       | 1750     |
| 179 | Појединачна домаћинства која имају радио                                                         | 2873     |
| 180 | Појединачна домаћинства која имају телевизор                                                     | 2701     |
| 181 | Појединачна домаћинства која имају фрижидер                                                      | 1710     |
| 182 | Појединачна домаћинства која имају машину за веш                                                 | 273      |
| 183 | Појединачна домаћинства која имају аутомобил или комби                                           | 261      |
| 184 | Појединачна домаћинства која имају рачунар                                                       | 168      |
| 185 | Појединачна домаћинства која имају фиксну телефонску линију                                      | 261      |
| 186 | Појединачна домаћинства која имају мобилни телефон                                               | 144      |
| 187 | Појединачна домаћинства која имају приступ интернету                                             | 12       |